# ليو سبيتزر
ليو سبيتزر (بالألمانية: Leo Spitzer)‏ (و. 1887 – 1960 م) هو لغوي، ومؤرخ أدبي، وكاتب، وأستاذ جامعي، وناقد أدبي، وباحث في الرومانسية نمساوي، ولد في فيينا، كان عضوًا في أكاديمية هايدلبرغ للعلوم والعلوم الإنسانية (منذ 1958)، توفي عن عمر يناهز 73 عاماً.

## جوائز
حصل على جوائز منها:
- زمالة غوغنهايم
- جائزة فلترينلي

## روابط خارجية
- ليو سبيتزر على موقع الموسوعة البريطانية (الإنجليزية)